# Mordellistena paraintersecta
Mordellistena paraintersecta es una especie de coleóptero de la familia Mordellidae.

## Distribución geográfica
Habita en Siria.